# Amphibienfilm
Amphibienfilm ist die Bezeichnung für Filme, von denen neben einer Kinofassung auch eine spezielle mehrteilige Fernsehfassung gedreht wird. Zuerst wird der Spielfilm im Kino ausgewertet, ein bis zwei Jahre später wird dann im Fernsehen die lange Version gezeigt. „Der Begriff ‚Amphibienfilm‘ soll […] ausdrücken, dass ein Film in beiden Medien die gleiche Berechtigung habe, so wie Amphibien zu Lande und im Wasser leben.“
Die Idee, eine kürzere, aber abendfüllende Kinofassung sowie gleichzeitig eine mehrteilige Fernsehserie zu drehen, beruht darauf, doppelt Geld zu verdienen und damit die hohen Kosten einer Produktion mit Kinoreife zu decken. Der Vorteil solcher Produktionen besteht also darin, dass die Finanzierung zusätzlich zur Filmförderung und der Finanzierung durch Fernsehsender über den Kino- und DVD-Markt erfolgt und auf diese Weise im Vergleich zu konventionell produzierten Kinofilmen oder Fernsehfilmen und Serien ein höheres Budget bereitgestellt werden kann. Das Konzept wird am meisten in Deutschland praktiziert und soll den Anschluss an die US-amerikanische Konkurrenz herstellen. Beispiele für Amphibienfilme sind Das Boot (1981), Sofies Welt (1999), Der Baader Meinhof Komplex (2008), Buddenbrooks (2008), Die Päpstin (2009) und Henri 4 (2010).

## Abgrenzung zu Extended Versions
Die Fernsehserienfassung eines Amphibienfilms hat Ähnlichkeit mit den sogenannten Extended Versions, also den erweiterten Fassungen von Kinofilmen, die zumeist bei der ersten oder zweiten DVD-Veröffentlichung mit zusätzlichen Szenen bestückt werden, um den DVD-Absatz zu steigern, selten aber auch wie beispielsweise die Filmreihe Star Wars erneuerte Kinofassungen darstellen. Im Gegensatz zu Filmen, bei denen eine Extended Version existiert, ist die Produktion eines Amphibienfilmes schon während des Drehs darauf ausgelegt, dass zwei Filmfassungen produziert werden und auf dem Filmmarkt verwertet werden sollen. Bei Extended Versions ist dies, wie man am Beispiel Krieg der Sterne erkennen kann, eher nicht der Fall. Nur wenn ein Kinofilm sehr erfolgreich ist und sich damit die weitere DVD-Vermarktung schon wirklich lohnt, wird eine entsprechende Fassung im Nachhinein produziert. Da jedoch bei einigen Kinofilmen der Erfolg zu erwarten ist, wird in neuerer Zeit auch schon häufiger während der Dreharbeiten entsprechendes Material für Extended Versions produziert, das dann bei der Zweitverwertung auf dem DVD-Markt, neben entfallenen Szenen in Form einer Extended Version zum Einsatz kommt. Dadurch kommt es zu einer leichten Verschwimmung der beiden Begriffe.

## Kritik am Konzept
Das Doppeldenken von Kino und Fernsehen kann einer Filmproduktion schaden, zum einen, weil es passieren kann, dass Fernsehqualität ins Kino kommt und zum anderen, weil ein Kinofilm teilweise eine andere Dramaturgie und somit ein anderes Drehbuch sowie auch eine andere Produktion als eine Fernsehserienfassung benötigt.
Ein bekannter Kritiker des Konzeptes ist Volker Schlöndorff. Er war der erste Regisseur des Films Die Päpstin. Er kritisierte jedoch im Juli 2007 in der Süddeutschen Zeitung die „unheilige Allianz“ von Film- und Fernsehproduzenten, die zwecks Kostensenkung die unterschiedlichen Dramaturgien eines Kinofilms und Fernsehfilms immer öfter zu einem „Amphibienfilm“ vermischten. Daraufhin wurde ihm von Constantin Film, der Produktionsfirma des besagten Filmes, mit der Begründung gekündigt, er habe das Vertrauensverhältnis verletzt. Seine (generelle) Kritik habe außerdem der geplanten Produktion von Die Päpstin geschadet.
Die Vorführzeit eines Kinofilms ist stärker begrenzt gegenüber dem Fernsehen. Kinofilme dauern ungefähr 90 Minuten oder in Überlänge auch etwa zwei Stunden. Dagegen kann die Fernsehversion auch drei Stunden dauern, die in zwei Teilen zu je 90 Minuten oder später bei einer „langen Filmnacht“ auch am Stück gezeigt werden. So wurden beim Film Das Boot in der Kinoversion langatmige Szenen zwischen den Szenen mit viel Action weggelassen. Dies änderte den Charakter des Films deutlich. Und hier setzt die Kritik des Autors des zugrundeliegenden Buches Lothar G. Buchheim an. Er lobte ausdrücklich die Langfassung, da sie besser den im Buch beschriebenen Verhältnissen an Bord eines U-Bootes entspricht.

## Liste von Amphibienfilmen
- 1974: Der Mann ohne Gesicht
- 1974: Karl May
- 1976: Von Angesicht zu Angesicht
- 1977: Der Soldat von Oranien
- 1978: Superman
- 1979: Christus kam nur bis Eboli
- 1979: Rosen von Danzig
- 1980: Il ladrone (Regie: Pasquale Festa Campanile)
- 1981: Die Kameliendame
- 1981: Hilf mir träumen (Regie: Pupi Avati)
- 1981: Ein jeglicher wird seinen Lohn empfangen …
- 1981: Das Boot
- 1982: Der Zauberberg
- 1982: Entscheidung am Kap Horn (Regie: Christian de Chalonge)
- 1982: Der Flug des Adlers
- 1982: Die Legion der Verdammten
- 1982: Fanny und Alexander
- 1983: Geheimkommando C.I.A. (Regie: Giorgio Bontempi)
- 1983: Einer gegen das Imperium
- 1983: Der Schrei nach Leben (Regie: Robert Enrico)
- 1984: Louisiana (Regie: Philippe de Broca)
- 1984: Cinderella ’80
- 1984: Keiner haut wie Don Camillo
- 1984: Das Blut der Anderen
- 1984: Kaos
- 1984: Ronja Räubertochter
- 1984: Die Lucky Boys (Regie: Roberto Benigni und Massimo Troisi)
- 1985: Pizza Connection (Regie: Damiano Damiani)
- 1985: Die zwei Leben des Mattia Pascal (Regie: Mario Monicelli)
- 1985: Eine Liebe in Montreal (Regie: Ted Kotcheff)
- 1986: La Storia (Regie: Luigi Comencini)
- 1986: Rebellion der Gehenkten (Regie: Juan Luis Buñuel)
- 1987: Rimini Rimini (Regie: Sergio Corbucci)
- 1987: Via Montenapoleone (Regie: Carlo Vanzina)
- 1987: Der letzte Kaiser
- 1987: Meine ersten vierzig Jahre (Regie: Carlo Vanzina)
- 1988: Chouans! – Revolution und Leidenschaft
- 1989: Fabrik der Offiziere
- 1989: Enrico Fermi – Im Banne des Atoms (Regie: Gianni Amelio)
- 1989: Die Französische Revolution
- 1989: Winterkrieg
- 1990: Sheherazade – Mit 1001 PS ins Abenteuer
- 1990: Vincent und Theo
- 1990: Samstag, Sonntag, Montag (Regie: Lina Wertmüller)
- 1991: Millions – Der Clan der Milliardäre (Regie: Carlo Vanzina)
- 1991: Erfolg
- 1992: Racheengel
- 1993: Kaspar Hauser
- 1994: Germaine und Benjamin (Regie: Jacques Doillon)
- 1995: Underground
- 1998: Commander Hamilton
- 1999: Sofies Welt
- 2001: Die grüne Wolke
- 2001: Quo vadis?
- 2001: Geralt von Riva – Der Hexer (Regie: Marek Brodzki)
- 2003: Gods and Generals
- 2004: Der Untergang
- 2006: Lady Chatterley
- 2006: Das Ende der Götter
- 2007: Die Flut – Wenn das Meer die Städte verschlingt
- 2008: Bonjour Sagan
- 2008: Der Baader Meinhof Komplex
- 2008: Anonyma – Eine Frau in Berlin
- 2008: Il sangue dei vinti (Regie: Michele Soavi)
- 2008: Buddenbrooks
- 2009: John Rabe
- 2009: Barbarossa
- 2009: Die Päpstin
- 2010: Henri 4
- 2010: Carlos – Der Schakal
- 2010: Die Geheimnisse von Lissabon
- 2011: Dschungelkind
- 2012: Lines of Wellington – Sturm über Portugal
- 2013: Die Männer der Emden
- 2013: Der Medicus
- 2014: Die geliebten Schwestern
- 2017: Tiger Girl
- 2018: 303
- 2024: Hagen – Im Tal der Nibelungen